# Auberge des Peintres
L'auberge des peintres appelée aussi hôtel Legangneux est un édifice du XIXe siècle situé à Saint-Céneri-le-Gérei, en France.

## Localisation
Le monument est situé dans le département français de l'Orne, dans la route de Saint-Pierre-des-Nids.

## Historique
La commune attire de nombreux peintres à la fin du XIXe siècle, dont Mary Renard et Paul Saïn, se constitue sur place une école de Saint-Céneri.
La maison est inscrite au titre des Monuments historiques depuis le 29 août 2002 : les façades et les toitures, la salle du rez-de-chaussée et les deux pièces du premier étage comportant des peintures murales sont citées dans l'arrêté.

## Architecture et décor
L'édifice conserve 28 peintures dont 14 de Mary-Renard.